# Passo di Tanamea
Il passo di Tanamea è un valico stradale alpino delle Prealpi Giulie, in Italia, nel comune di Lusevera, in provincia di Udine, alto 870 m s.l.m., che mette in comunicazione la valle del torrente Mea con la valle del rio Bianco. È una meta assai frequentata dagli escursionisti, in quanto dal passo hanno origine numerosi percorsi di varia difficoltà.

## Descrizione
Ha una lunghezza di 12.1 km, con il suo punto più alto a 870 m, e una pendenza media di 4.6%. La temperatura media annua è di 9° C; il mese più caldo è luglio con una temperature media di 18 °C, mentre il mese di febbraio, con una temperatura media di 2 °C è il più freddo. Le precipitazioni medie sono di 2.511 millimetri all'anno. Il mese di novembre è il più piovoso con 396 millimetri di pioggia, mentre il mese di giugno, con 140 millimetri di pioggia è il meno piovoso.

### La fortificazione
Durante la guerra fredda, situata immediatamente dopo il passo di Tanamea verso il confine con l'allora Jugoslavia vi era una fortificazione scavata nella roccia a chiudere la valle dell'Uccea, che con il forte di Musi, situato anch'esso nel comune di Lusevera difendeva l'accesso dall'alta valle dell'lsonzo alla valle del Torre e alla piana di Udine. Il controllo della fortificazione era affidato al 52º Battaglione fanteria d'arresto "Alpi". Dopo la fine della guerra fredda la fortificazione è stata dismessa.

## Galleria d'immagini

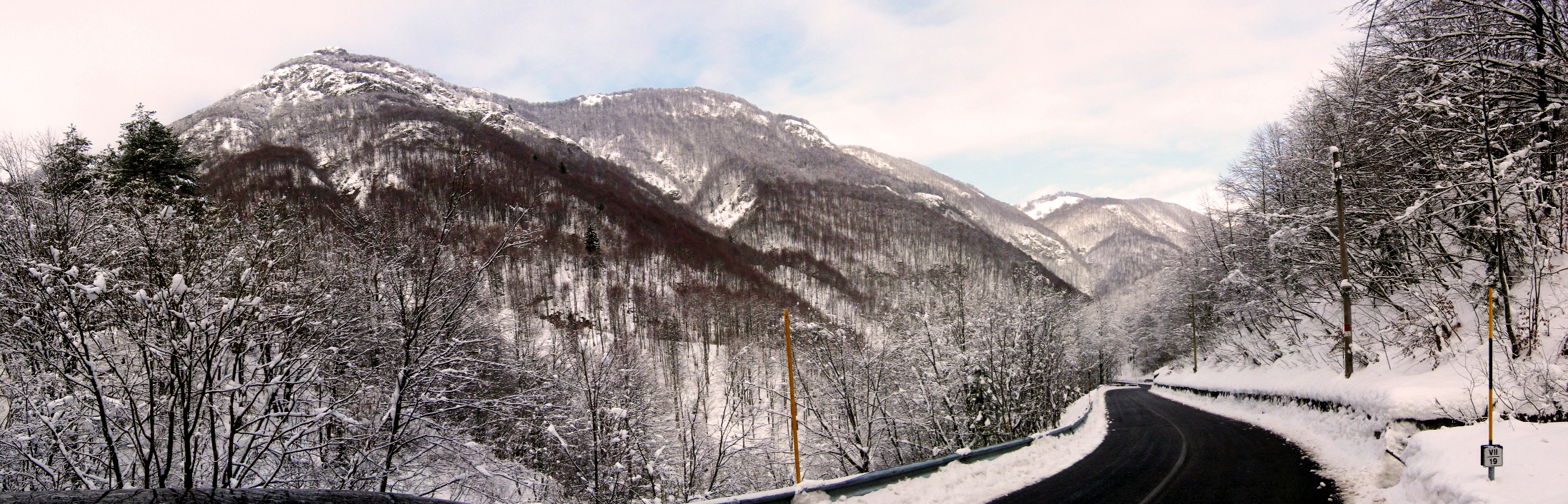
Il passo di Tanamea